# Bacia do rio Paraguaçu
A bacia do rio Paraguaçu é uma bacia hidrográfica formada por esse curso d'água desde seu nascedouro, na Chapada Diamantina, até sua foz, na Baía de Todos os Santos, no estado brasileiro da Bahia.
Banha um total de 86 municípios, representando 10% do território baiano, possuindo em 2023 uma população de 1 657 254 habitantes.
Após sua nascente o rio flui em sentido norte, até os limites do Parna-CD onde recebe o rio Capãozinho, Mucugê e Cumbuca, desviando então para leste e, ao sul da cidade de Andaraí, é abastecido por seu principal afluente, o rio Santo Antônio que, recebendo por afluentes todos os rios situados ao norte do Parque Nacional da Chapada Diamantina, forma o pantanal de Marimbus, na região da bacia chamada de Alto Paraguaçu.
A partir desse ponto o rio fica mais baixo e plano, formando depósitos dos sedimentos criados pelo garimpo intenso praticado a partir do século XIX, sendo alargado pelos resíduos arenosos que seus afluentes carregaram.
São os principais rios da bacia: Jacuípe, Santo Antônio, Utinga, Cochó, Una e Capivari.

## Alto Paraguaçu
Da sua nascente até o Parque Nacional o rio forma a chamada "sub-bacia do Alto Paraguaçu" que "representa 3% da Bacia do Rio Paraguaçu e abriga a nascente deste. Localizada entre os espigões das Serras do Sincorá e as da Borda Oriental na região da Chapada Diamantina" e "tem como principal núcleo urbano o distrito de Cascavel, pertencente ao município de Ibicoara. Possui 4,1% da sua área no Parque Nacional da Chapada Diamantina e 43,4% na zona de amortecimento do referido Parque. Possui ainda parte de sua área em três municípios, 7,4% em Barra da Estiva, 31,1% em Ibicoara e 61,4% em Mucugê".